# Gustafs socken
Gustafs socken ligger i Dalarna, ingår sedan 1971 i Säters kommun och motsvarar från 2016 Gustafs distrikt.
Socknens areal är 121,10 kvadratkilometer, varav 117,0 land. År 2020 fanns här 2 926 invånare. Tätorten Enbacka och Mora med sockenkyrkan Gustafs kyrka ligger i socknen.

## Administrativ historik
Gustafs socken bildades den 8 maj 1775 genom en utbrytning ur Stora Tuna socken efter att från 1633 varit kapellag i Stora Tuna församling under namnet Enbacka församling. I jordeboken låg Gustafs under Stora Tuna socken ända fram till beslutet den 26 oktober 1888, då Gustafs utbröts för att bli en separat jordebokssocken.
Vid kommunreformen 1862 övergick socknens ansvar för de kyrkliga frågorna till Gustafs församling och för de borgerliga frågorna till Gustafs landskommun. Landskommunen inkorporerade 1952 Silvbergs landskommun och uppgick 1971 i Säters kommun.  Församlingen uppgick 2010 i Säterbygdens församling.
1 januari 2016 inrättades distriktet Gustafs, med samma omfattning som församlingen hade 1999/2000.  
Socknen har tillhört fögderier, tingslag och domsagor enligt vad som beskrivs i artikeln Dalarna. De indelta soldaterna tillhörde Dalregementet och Gustafs kompani.

## Geografi
Gustafs socken ligger nordväst om Säter på båda sidor om Dalälven. Socknen består av odlingsmark vid den breda älvdalen och höglänt skogsbygd däromkring.

## Fornlämningar
En boplats och enstaka lösfynd från stenåldern är funna.  Slagg från lågtekniskt bergsbruk har påträffats.

## Namnet
Namnet antogs vid sockenbildningen från namnet på den dåvarande kungen Gustaf III. Enligt beslut den 22 oktober 1927 fastställdes sockennamnet till Gustafs. Tidigare hade på grund av osäkerhet över stavningen namnformerna Gustaf, Gustav samt Gustavs använts.

## Befolkningsutveckling
Folkmängden i Säterbygdens församling var 10 840 år 2010.
| Befolkningsutvecklingen i Gustafs socken 1780–2020 | Befolkningsutvecklingen i Gustafs socken 1780–2020 | Befolkningsutvecklingen i Gustafs socken 1780–2020 | Befolkningsutvecklingen i Gustafs socken 1780–2020 | Befolkningsutvecklingen i Gustafs socken 1780–2020 |
| --- | -------------------------------------------------- | -------------------------------------------------- | -------------------------------------------------- | -------------------------------------------------- |
| |                                                    |                                                    |                                                    |                                                    |
| År |                                                    |                                                    | Folkmängd                                          |                                                    |
| 1780 | 1780                                               |                                                    | 1 502                                              |                                                    |
| 1790 | 1790                                               |                                                    | 1 880                                              |                                                    |
| 1800 | 1800                                               |                                                    | 1 931                                              |                                                    |
| 1810 | 1810                                               |                                                    | 1 985                                              |                                                    |
| 1820 | 1820                                               |                                                    | 2 038                                              |                                                    |
| 1830 | 1830                                               |                                                    | 2 216                                              |                                                    |
| 1840 | 1840                                               |                                                    | 2 185                                              |                                                    |
| 1850 | 1850                                               |                                                    | 2 363                                              |                                                    |
| 1860 | 1860                                               |                                                    | 2 487                                              |                                                    |
| 1870 | 1870                                               |                                                    | 2 627                                              |                                                    |
| 1880 | 1880                                               |                                                    | 2 550                                              |                                                    |
| 1890 | 1890                                               |                                                    | 2 525                                              |                                                    |
| 1900 | 1900                                               |                                                    | 2 425                                              |                                                    |
| 1910 | 1910                                               |                                                    | 2 394                                              |                                                    |
| 1920 | 1920                                               |                                                    | 2 512                                              |                                                    |
| 1930 | 1930                                               |                                                    | 2 443                                              |                                                    |
| 1940 | 1940                                               |                                                    | 2 320                                              |                                                    |
| 1950 | 1950                                               |                                                    | 2 240                                              |                                                    |
| 1960 | 1960                                               |                                                    | 2 159                                              |                                                    |
| 1970 | 1970                                               |                                                    | 2 207                                              |                                                    |
| 1980 | 1980                                               |                                                    | 2 707                                              |                                                    |
| 1990 | 1990                                               |                                                    | 3 090                                              |                                                    |
| 2020 | 2020                                               |                                                    | 2 926                                              |                                                    |
| Anm: Källor: Umeå universitet - Tabellverket 1749-1859, Demografiska databasen, CEDAR, Umeå universitet, Folkmängden per distrikt, landskap, landsdel eller riket efter kön. År 2015 - 2022. |                                                    |                                                    |                                                    |                                                    |